# سنت-اماند-منتخند
سنت-اماند-منتخند (به فرانسوی: Saint-Amand-Montrond) یک کمون در کشور فرانسه است که در canton of Saint-Amand-Montrond واقع شده‌است.

## خصوصیات
سنت-اماند-منتخند ۲۰٫۱۷ کیلومترمربع مساحت و ۱۱٬۳۷۶ نفر جمعیت دارد و ۱۶۲ متر بالاتر از سطح دریا واقع شده‌است.

## خواهرخوانده
شهرهای Nottuln, Otwock و Riobamba خواهرخوانده‌های سنت-اماند-منتخند هستند.